# Sedum makinoi
Sedum makinoi là một loài thực vật có hoa trong họ Crassulaceae. Loài này được Maxim. miêu tả khoa học đầu tiên năm 1888.